# Serena Bianchi
Serena Bianchi (Savona, 15 giugno 1974) è una nuotatrice artistica italiana.

## Biografia
Nata a Savona nel 1974, a 21 anni ha vinto la medaglia di bronzo nella gara a squadre agli Europei di Vienna 1995, chiudendo dietro a Russia e Francia.
A 22 anni ha partecipato ai Giochi olimpici di Atlanta 1996, nella gara a squadre con Ballan, Brunetti, Burlando, Carnini, Carrafelli, Cecconi, Celli, Farinelli e Nuzzo, arrivando al 6º posto con 94.253 punti (32.807 nel tecnico e 61.446 nel libero).
Agli Europei di Siviglia 1997 è arrivata sul podio sia nella gara a squadre, dietro a Russia e Francia, sia nel duo insieme a Giada Ballan, dietro alle coppie russe e francesi. Conquistato il suo quarto bronzo continentale nella gara a squadre a Istanbul 1999, ancora dietro a Russia e Francia, a Helsinki 2000 ha finalmente ottenuto l'argento nella gara a squadre, dietro alla sola Russia.
Ha preso di nuovo parte alle Olimpiadi a 26 anni, a Sydney 2000, nella gara a squadre con Ballan, Brunetti, Burlando, Cassin, Cecconi, Dominici, Lucchini e Porchetto, arrivando ancora al 6º posto, stavolta con 95.177 punti (32.993 nel tecnico e 62.184 nel libero).
Nello stesso 2000 è stata insignita del titolo di Cavaliere Ordine al Merito della Repubblica Italiana.
Dopo il ritiro è diventata giudice nazionale di nuoto sincronizzato, si è laureata in Ingegneria Gestionale nel 2004.
Sposata con Fabio Venturino dal novembre 2019, è madre di Emilio A. Sanguineti ed M. Amelia Sanguineti.

## Palmarès

### Campionati europei
- 5 medaglie:
  - 1 argento (Gara a squadre a Helsinki 2000)
  - 4 bronzi (Gara a squadre a Vienna 1995, duo a Siviglia 1997, gara a squadre a Siviglia 1997, gara a squadre a Istanbul 1999)